# Cathédrale Saint-Jean-Baptiste de San Juan
Cette  cathédrale n’est pas la seule cathédrale Saint-Jean-Baptiste.
La cathédrale Saint-Jean-Baptiste (en espagnol : catedral de San Juan Bautista) de San Juan de Cuyo, est l'église catholique mère de la ville argentine de San Juan, chef-lieu de la province de San Juan à l'ouest du pays. Elle est dédiée à saint Jean-Baptiste et est le siège de l'archidiocèse de San Juan de Cuyo.
C'est l'une des cathédrales les plus modernes du pays. Elle fut inaugurée le 16 décembre 1979.

## Histoire

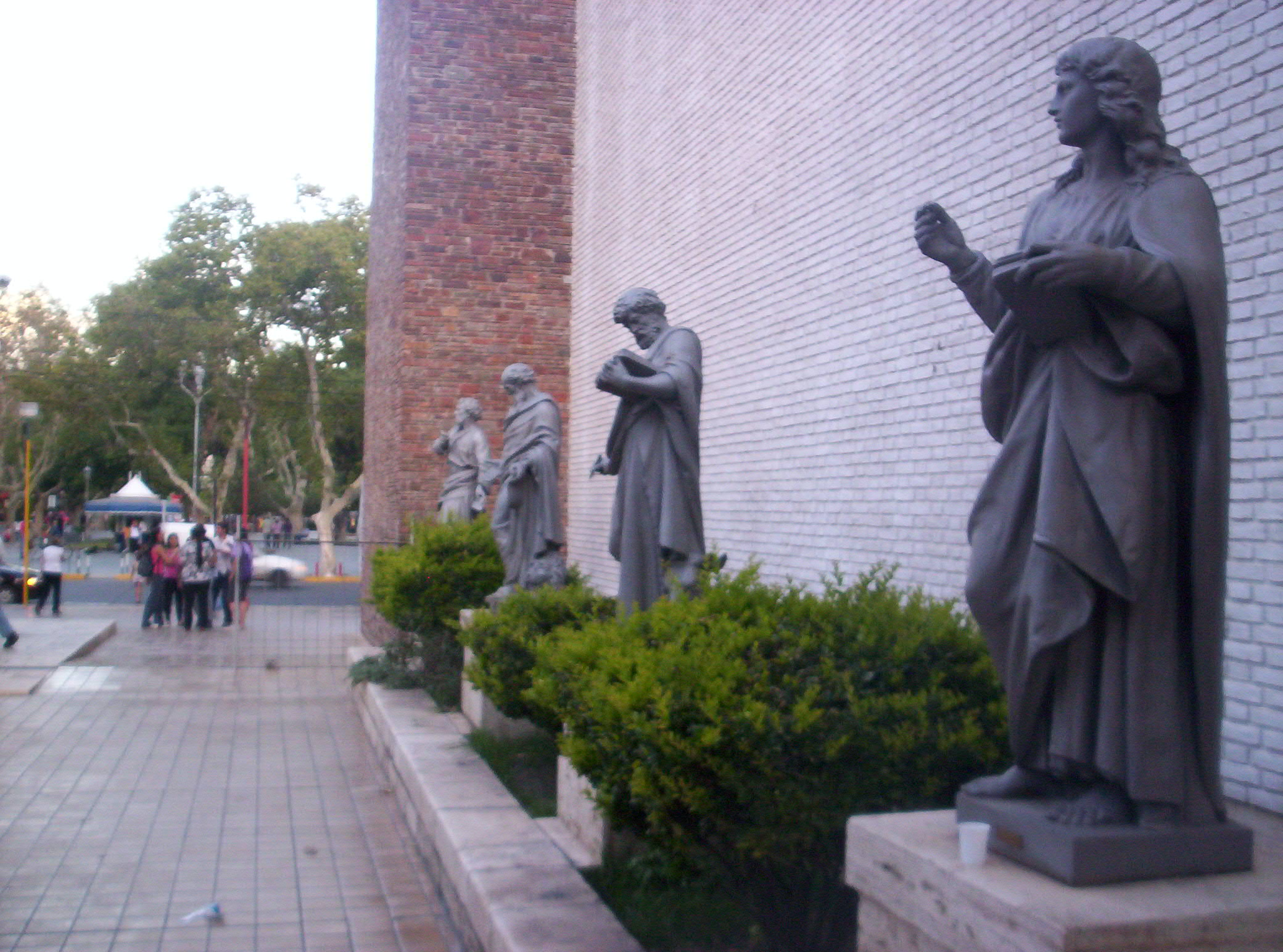
Statues des apôtres sur la façade latérale nord.

Le sanctuaire actuel occupe le même emplacement sur la plaza mayor (grand place) qui porte le nom de plaza 25 de Mayo (place du 25 mai), et a la même orientation que l'ancienne cathédrale détruite lors du tremblement de terre de 1944.
Cette première cathédrale fut construite par la Compagnie de Jésus en 1712. Elle était dédiée à saint Joseph, selon le projet du père Luis Santelices. Jusqu'au début du XIXe siècle elle fut l'église majeure de la ville, puis devint cathédrale lors de la création du diocèse de San Juan de Cuyo, le 19 septembre 1834, avec la bulle « Ineffabili Dei Providentia », sous le pontificat de Grégoire XVI.
En 1944, un tremblement de terre ravagea la province de San Juan. La cathédrale fut gravement endommagée comme l'ensemble des édifices de la ville. À l'initiative du gouvernement national, la ville fut totalement reconstruite, et même les édifices que l'on pouvait sauver furent démolis et reconstruits avec de meilleurs matériaux. La cathédrale fut incluse dans ce vaste plan de reconstruction. Quant au palais épiscopal qui se trouvait à côté, il fut également démoli, et à sa place on ouvrit la large avenue José Ignacio de la Roza.
La cathédrale actuelle de San Juan fut inaugurée le 16 décembre 1979 et dessinée par l'architecte Daniel Ramos Correas.

## Description

### La façade

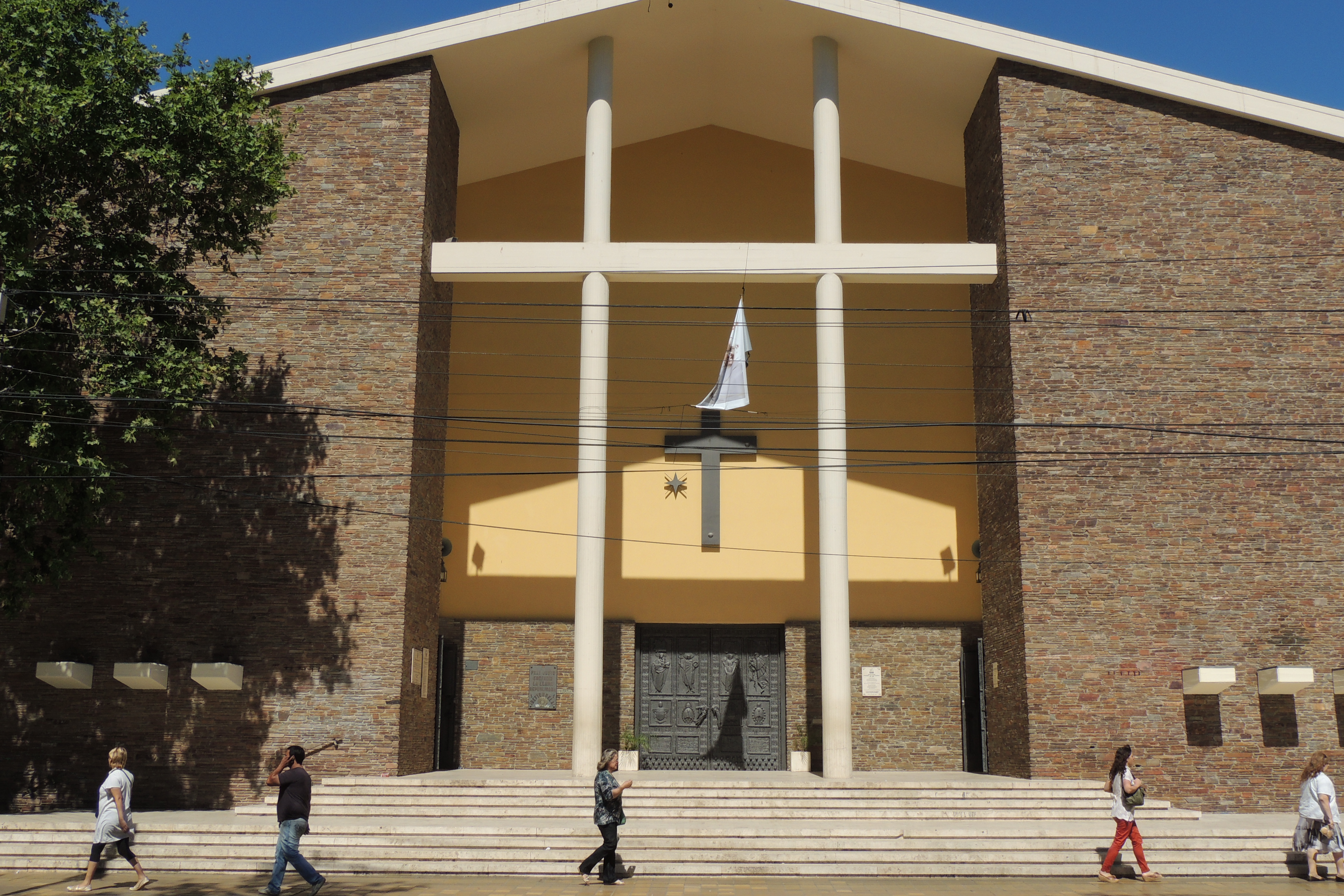
La façade.

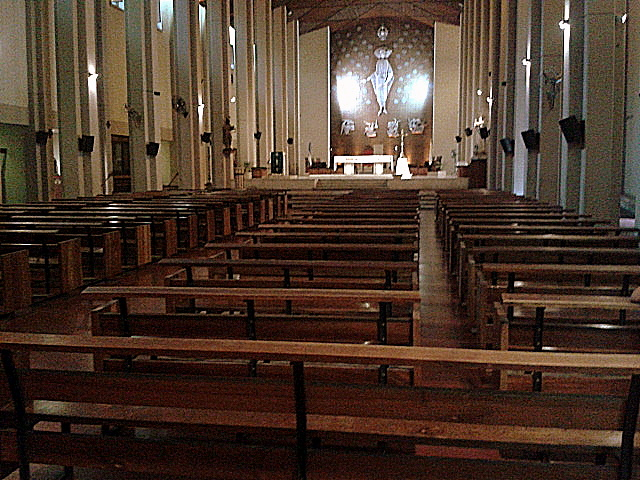
L'intérieur.

La façade principale de la cathédrale est orientée vers l'est et donne sur la belle place principale de la ville, la plaza 25 de Mayo noyée dans la verdure. Elle présente deux murs revêtus de lauze et s'élevant des deux côtés, séparés par un mur blanc situé en retrait vers l'intérieur du sanctuaire et qui correspond au vaisseau central. Deux colonnes rondes sans base apparente et sans chapiteaux montent jusqu'au toit - qui a deux versants latéraux en pente douce - et soutiennent de part et d'autre une poutre horizontale. L'ensemble forme ainsi un atrium auquel on accède par plusieurs marches.
Au fond de l'atrium un portail de bronze s'ouvre vers l'intérieur de l'édifice. Ce portail a été travaillé à Faenza (Italie) et présente de beaux bas-reliefs de sainte Rose de Lima, de Saint Louis, roi de France, de l'apôtre Jacques, de sainte Anne et divers emblèmes et écussons.

### Le campanile
Situé du côté nord de l'édifice et séparé du corps du sanctuaire, le campanile a une hauteur de 51 mètres (comparaison : Notre-Dame de Paris : les deux tours ont 84 m de haut). Il se subdivise en trois étages : la première consiste en un fût quadrangulaire de 5 mètres de côté et de 33 mètres de hauteur. Il est revêtu de carreaux de céramique rouge. Cette partie contient un escalier et un ascenseur permettant d'accéder au niveau suivant. Celui-ci est également de base carrée, mais de moindre dimension ; à sa base, il est entouré de toutes parts d'une terrasse faisant office de mirador. Enfin au sommet le troisième étage est en forme de pyramide.
Le campanile contient une horloge de type Big Ben et un carillon allemand dont les sons égrenés toutes les quinze minutes, accompagnent la vie de la cité.

### Intérieur
L'intérieur de la cathédrale de San Juan impressionne par sa simplicité et sa grande sobriété. Le vaisseau central est séparé des deux vaisseaux latéraux par douze colonnes de chaque côté. Au fond de l'allée centrale se trouve le chœur avec le maître-autel, le trône archiépiscopal et les stalles du chœur des chanoines. À droite : la Capilla del Santísimo (chapelle du Très-Saint-Sacrement).

### Maître-autel
Le  maître-autel est surmonté d'un Christ entouré de 64 étoiles représentant les pays catholiques, œuvre en duralumin du sculpteur italien Angelo Bianchini. L'orgue de la cathédrale est un moderne Hammond B3000 fabriqué à Chicago.

## Archidiocèse de San Juan de Cuyo
Le diocèse de San Juan fut élevé au rang d'archidiocèse le 20 avril 1934, par la bulle « Nobilis Argentinae Nationis » du pape Pie XI. Il comprend tout le territoire de la province de San Juan.
Outre l'archidiocèse de San Juan de Cuyo, la province ecclésiastique (ensemble de diocèses sous l'autorité d'un archevêque) de San Juan comprend :
- le diocèse de La Rioja qui couvre toute la province homonyme ;
- le diocèse de San Luis couvrant l'ensemble de la province de San Luis.

## Source
- (es) Cet article est partiellement ou en totalité issu de l’article de Wikipédia en espagnol intitulé « Catedral de San Juan (Argentina) » (voir la liste des auteurs).